# Флаг Тобольского сельсовета
Флаг муниципального образования Тобо́льский сельсовет Светлинского муниципального района Оренбургской области Российской Федерации — опознавательно-правовой знак, служащий официальным символом муниципального образования.
Флаг утверждён 3 июня 2009 года и подлежит внесению в Государственный геральдический регистр Российской Федерации.
Жители муниципального образования Тобольский сельсовет, а также иные лица, находящиеся на территории муниципального образования, обязаны уважать флаг.

## Описание
«Флаг Тобольского сельсовета представляет собой двухстороннее прямоугольное полотнище 3:2. В центре голубого полотнища фигуры из герба Тобольского сельсовета — куст таволги с серебряными цветами и золотыми листьями, сопровождаемый по сторонам четырьмя золотыми колосьями, всё продето сквозь золотую же корону о трёх видимых остроконечных зубцах».
Оборотная сторона флага является зеркальным отображением лицевой стороны. Древко флага имеет металлическое острое навершие.

## Обоснование символики
Сельское поселение Тобольское названо так по реке Тобол, у истока которой и расположено. Достоверных сведений о происхождении гидронима «Тобол» не сохранилось. Некоторые учёные связывают его с именем хана Тоболака, другие с искажённым казахским словосочетанием «разделительный знак» («ту-булу»). Одной из версий, высказанной тесно связанным с историей Оренбуржья государственным деятелем и историком В. Н. Татищевым, было происхождение названия «тобол» по созвучию от названия растения лабазника (таволги, по казахски — тобылгы).
Куст таволги на флаге Тобольского сельского поселения, таким образом, символизирует название муниципального образования, напоминает об истоках великой реки Тобол, а также символизирует самобытную природу степи.
Колосья символизируют развитие сельского хозяйства на территории сельского поселения. А их количество (четыре) намекает на то, что хлебные нивы простираются на все четыре стороны от центра поселения.
Золотая корона о трёх зубцах символизирует золотодобычу, развивавшуюся на территории Тобольского сельского поселения, а также — обретение сельским поселением статуса муниципального образования.